# John Ries Bartels
John Ries Bartels (* 8. November 1897 in Baltimore, Maryland; † 13. Februar 1997 in Brooklyn, New York City) war ein US-amerikanischer Jurist. Nach seiner Berufung durch Präsident Dwight D. Eisenhower fungierte er von 1959 bis 1973 als Bundesrichter am Bundesbezirksgericht für den östlichen Distrikt von New York.

## Werdegang
John Bartels diente nach seinem Schulabschluss während der Endphase des Ersten Weltkrieges in der US Army. Anschließend besuchte er die Johns Hopkins University in seiner Heimatstadt Baltimore, an der er 1920 den Bachelor of Arts erwarb. Es folgte im Jahr 1923 der Bachelor of Laws an der Harvard Law School. Von 1925 bis 1959 betrieb er eine private Anwaltspraxis in New York City. Er gehörte zwischen 1945 und 1950 sowie noch einmal von 1952 bis 1957 einer Kommission zur Überprüfung der Staatsgesetze von New York an. Außerdem fungierte er von 1950 bis 1951 als Richter am Obersten Gerichtshof im Kings County, das deckungsgleich mit dem New Yorker Stadtbezirk Brooklyn ist. Bartels war Mitglied der Republikanischen Partei, bekleidete aber nie ein politisches Amt. Im Jahr 1944 wurde er als Ersatzdelegierter für die Republican National Convention nominiert.
Am 20. April 1959 wurde Bartels durch Präsident Eisenhower als Nachfolger von Robert Alexander Inch zum Richter am United States District Court for the Eastern District of New York ernannt. Dieser Bezirk umfasst den New Yorker Stadtbezirk Staten Island und die Insel Long Island in ihrer Gesamtheit. Nach der Bestätigung durch den US-Senat, die am 28. Juli desselben Jahres erfolgte, konnte er zwei Tage darauf sein Amt antreten. Am 31. Dezember 1973 wechselte er in den Senior Status und ging damit faktisch in den Ruhestand. Sein Sitz fiel an Henry Bramwell. John Bartels verstarb am 13. Februar 1997 im Alter von 99 Jahren in Brooklyn und wurde auf dem Parkwood Cemetery seiner Geburtsstadt Baltimore beigesetzt.